# Carlos Lopes (economista)
Carlos Lopes (Canchungo, 1960) é um economista e docente de Guiné-Bissau especialista em desenvolvimento econômico. Desde 2018 é Alto Representante da União Africana para as negociações com Europa. Foi secretário -geral adjunto das Nações Unidas e tem ocupando vários outros postos neste organismo internacional, entre os quais, o de secretário executivo da Comissão Económica das Nações Unidas para África desde setembro de 2012 até outubro de 2016.

## Biografia
Nasceu a 7 de março de 1960 em Canchungo , um povo ao noroeste de Guiné-Bissau. Seu pai foi encarcerado quando Carlos era ainda criança por participação na luta pela independência, que Guiné-Bissau conseguiu em 1973.
Estudou o ensino secundário no Liceu Nacional Kwame Nkrumah em Bissau e conseguiu uma bolsa para estudar em Genebra, na Suíça, onde obteve o mestrado no Instituto Universitário de Altos Estudos Internacionais. Posteriormente realizou o doutorado na Universidade Panthéon-Sorbonne em Paris, na França, focando sua investigação em África e seu desenvolvimento. Ademais recebeu o título como doutor honoris causa em ciências sociais da Universidade Cândido Mendes do Rio de Janeiro, no Brasil, e da Universidade Hawassa em Awasa, na Etiópia.

### Carreira profissional
Começou trabalhar no sector público de seu país em áreas de investigação, diplomacia e planejamento.
A partir de 1988, Lopes incorporou-se como economista ao Programa das Nações Unidas para o Desenvolvimento (PNUD) ocupando vários postos, entre eles, o de Director Anexo do Escritório de Avaliação e Planejamento Estratégico, o de Representante Residente em Zimbábue e, em 2003, de representante do PNUD no Brasil, onde se desenvolvia o maior programa do PNUD no mundo nessa época. Depois foi Director Anexo e mais tarde Director do Escritório de Políticas de Desenvolvimento com sede em Nova Iorque, nos Estados Unidos. Foi Director de Assuntos Políticos no Escritório do Secretário Geral de 2005 a 2007, foi Director de Política de Desenvolvimento no Programa das Nações Unidas para o Desenvolvimento. De 2007 a 2012, foi Director Executivo do Instituto das Nações Unidas para a Formação e a Investigação em Genebra e Director do Colégio de Pessoal do Sistema das Nações Unidas em Turim, na Itália. De 2012 a 2016, foi Secretário Executivo da Comissão Económica das Nações Unidas para a África nomeado pelo Secretário Geral Ban Ki-moon..
É membro convidado na Escola Oxford Martin da Universidade de Oxford, no Reino Unido, e professor convidado na Escola Nelson Mandela de Governança Pública da Universidade de Cidade do Cabo, na África do Sul.
Escreveu mais de 20 livros sobre planejamento estratégico e desenvolvimento.

## Pensamento
Lopes defende a pluralidade e a diversidade de África e reivindica a transformação estrutural em frente ao ajuste estrutural que autor recusa e questiona. Considera que a agricultura pode ser o princípio da transformação industrial em África. Também os serviços têm um importante crescimento, mas é necessário fazer uma transformação para que seja uma economia mais formal. O desafio é uma mudança estrutural da economia e da sociedade africana. Também assinala a preocupação com o interesse da China tenha em recursos naturais, algo que é finito. Defende o fortalecimento de unidade africana.
Sobre a situação actual de África, recorda que em Europa se olha o continente desde os estereotipos: Etiópia está a crescer ao 10% desde faz mais de uma década e os indicadores sociais progridem de uma maneira bastante rápida. Ruanda tem uma grande capacidade de absorver as novas tecnologias. E Quénia também. Senegal, Costa do Marfim e Gana estão a introduzir políticas industriais muito activas. Maurícia ou Namibia estão a fazer coisas bem, e há muito pequenos, como Cabo Verde ou as Seicheles, que também funcionam. E temos países que é verdade que têm os mesmos líderes desde faz muitos anos, mas que estão a fazer reformas incríveis, como Jibuti e Togo, que têm conseguido ser os maiores portos da África Ocidental e do África Oriental.

## Publicações
- África en transformación. Desarrollo económico en la edad de la duda. (2019) Editado por Catarata e Casa África[9]